# Álszömörcsög
Az álszömörcsög (Battarrea phalloides) a csiperkefélék családjába tartozó, homokos talajon termő, nem ehető gombafaj.

## Megjelenése
Az álszömörcsög gumó alakú, 3–6 cm-es termőteste kezdetben a föld alatt, kettős burokban képződik. A külső burok fehéres, bőrszerű; a belső burok kocsonyás állagú. A burkok felszakadása után hosszú, vékony tönk emelkedik ki, amely magasba emeli a spóratermő, 1–6 cm átmérőjű kalaprészt. A ennek tetején található a termőréteg, amely kezdetben fehéres, borzasan szálas, később a pöfetegekéhez hasonló barnás spóratömegre porlik szét. Húsa a tojás állapotban kemény, a burok alatt kocsonyás. Kifejlődve fás, kemény. Szaga és íze nem jellegzetes.
Spórapora rozsdabarna. Spórái kerekek, kissé szemölcsös felszínűek, méretük 5-6,5 µm.
A tönk 10–40 cm magas, 0,5–2 cm vastag. Barnás színű, fás állagú, felülete pikkelyes. Tövénél bocskor alakjában megfigyelhető a burok maradványa.

### Hasonló fajok
Tojás állapotban a homoki szömörcsöggel téveszthető össze. Kifejletten jellegzetes külsejű, könnyen felismerhető.

## Elterjedése és termőhelye
Világszerte elterjedt, az Antarktisz kivételével valamennyi kontinensen megtalálható, de sehol sem gyakori. Magyarországon a Duna-Tisza közén viszonylag gyakori volt, de az 1990-es évek óta visszaszorulóban van. Feltehetően még így is itt él Európa legnagyobb állománya. Száraz, homokos talajon található meg, gyakran fatuskók, korhadó fatörzsek, vagy a fakitermelés után visszamaradt gyökérkorhadékok környezetében. Áprilistól októberig terem.
Étkezésre nem alkalmas. Magyarországon védett, természetvédelmi értéke 5000 Ft.

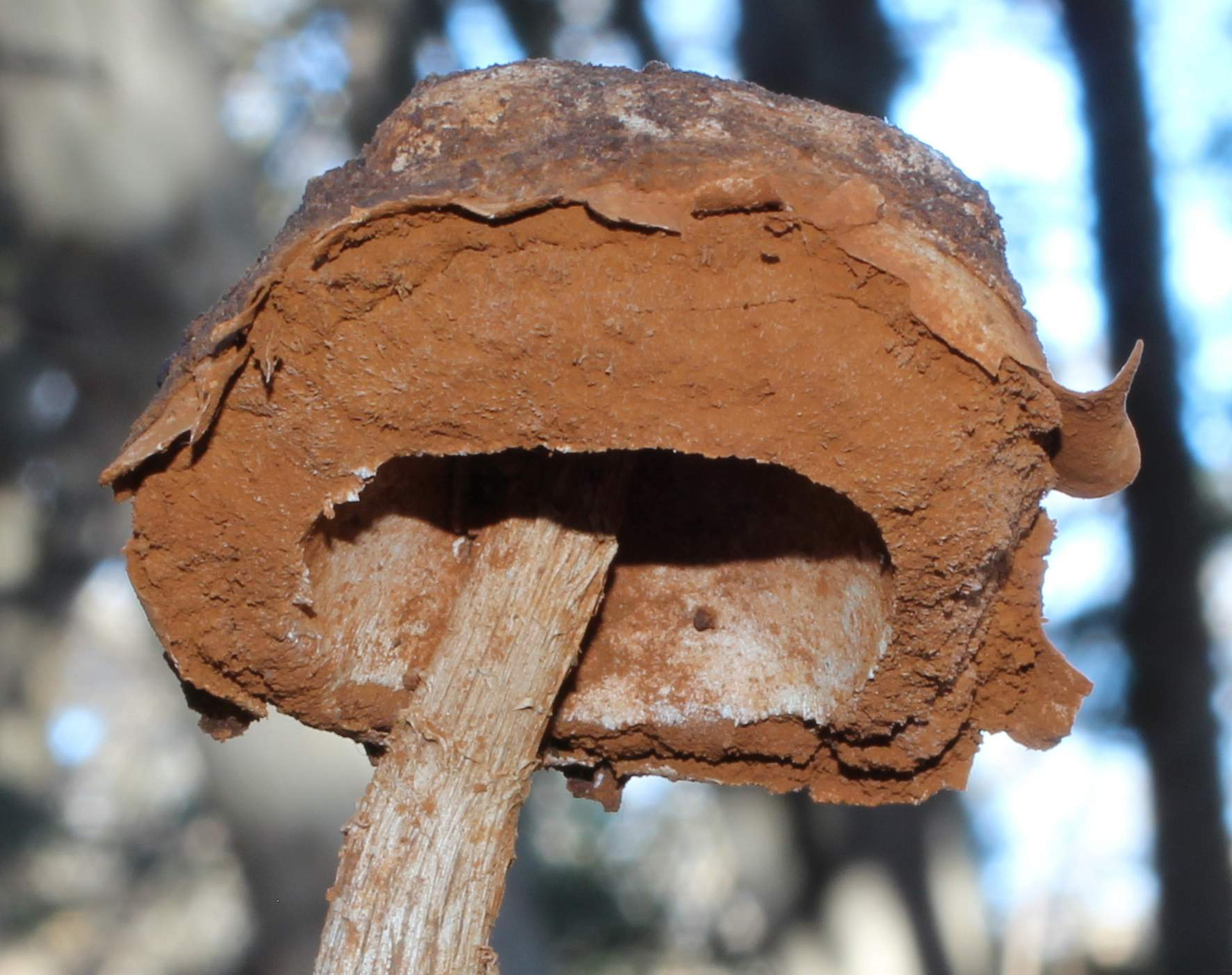
Érett termőtest
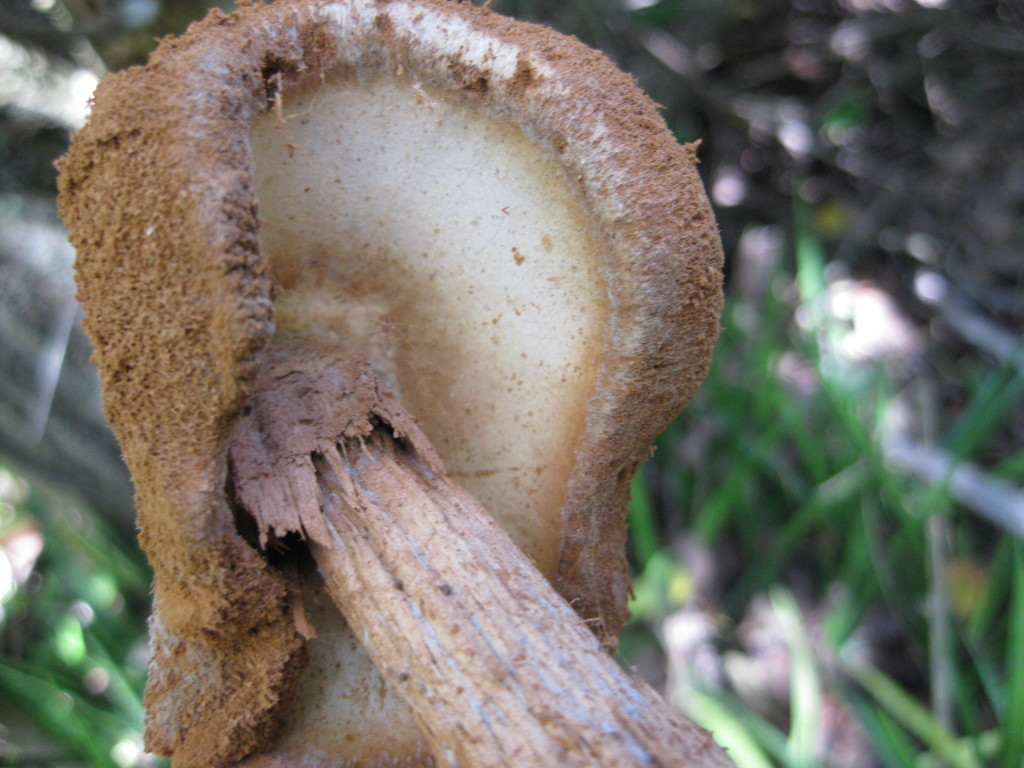
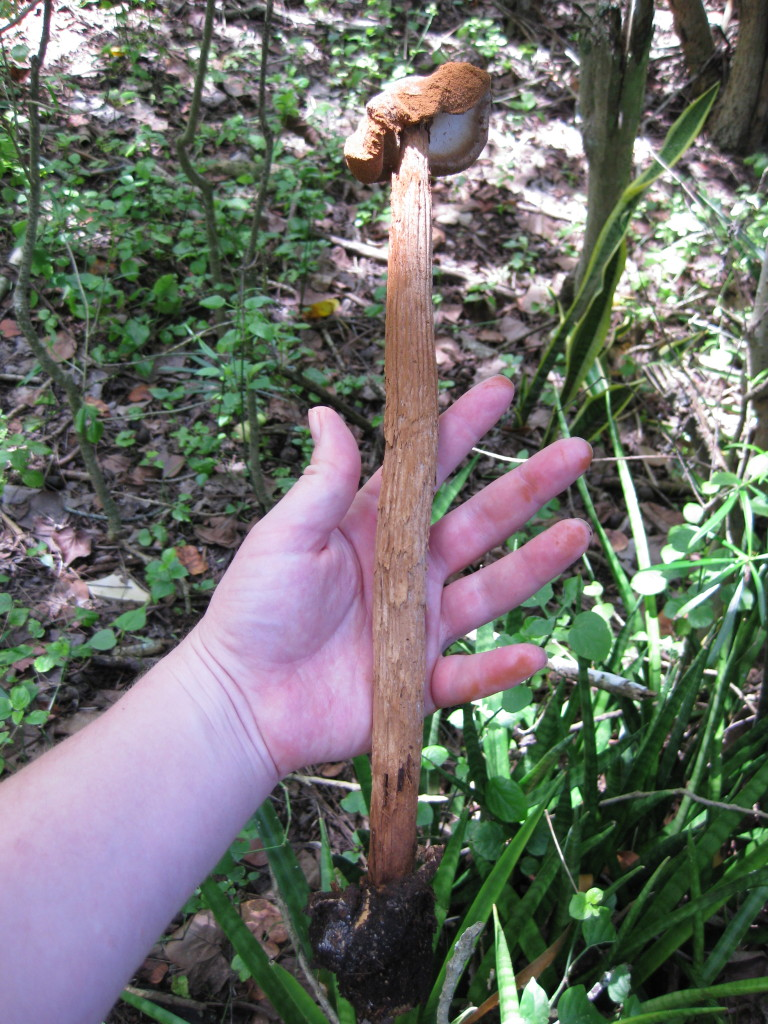
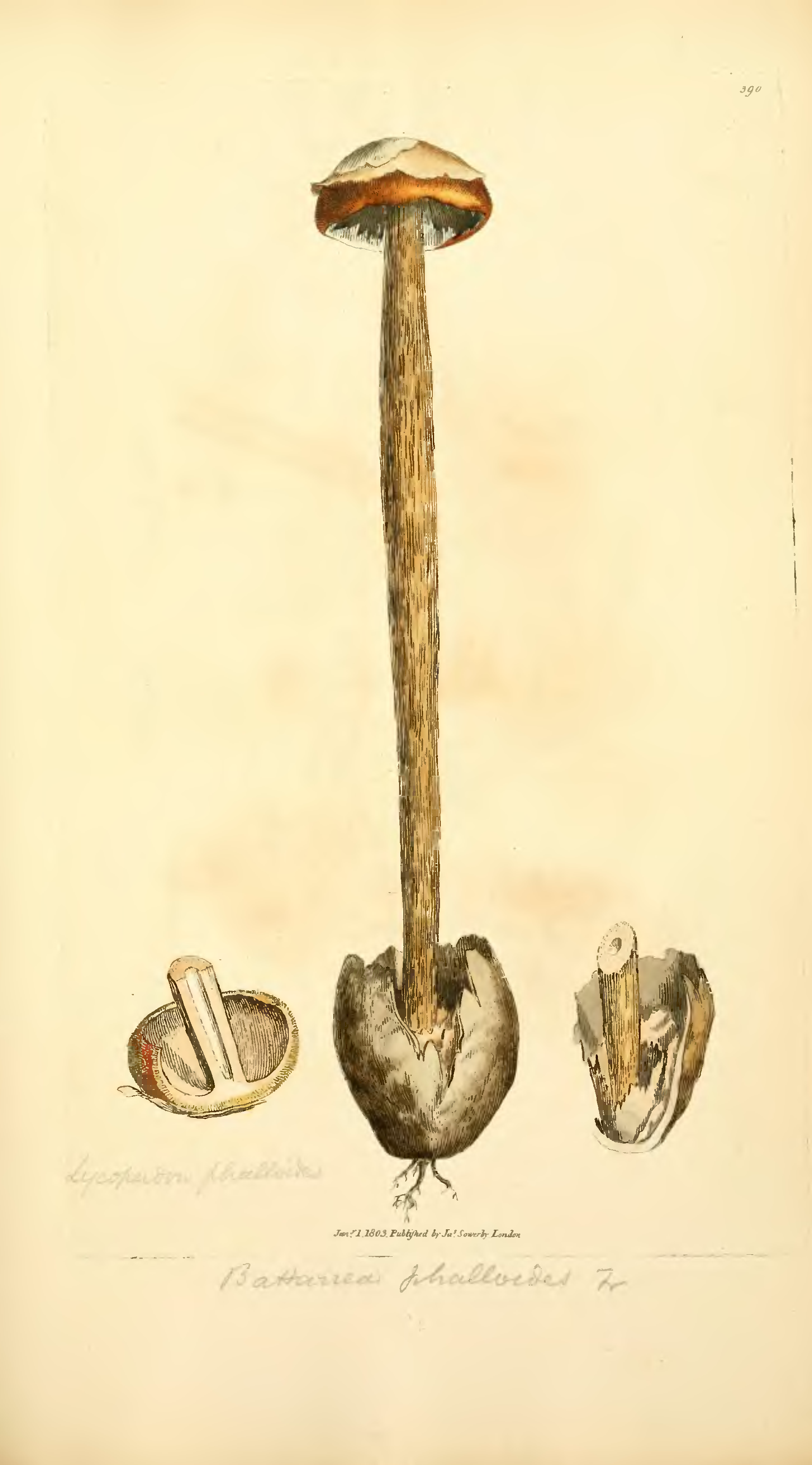
Álszömörcsög egy angol gombakönyvben (1803)